# Paulo Lemos (político)
Paulo César Lemos De Oliveira (Baião, 8 de janeiro de 1972) é um professor, advogado e político brasileiro, filiado ao Partido Socialismo e Liberdade (PSOL). Foi deputado estadual do Amapá por dois mandatos, além de secretário da Administração, no governo Clécio.

## Biografia
Iniciou sua militância em 1993 no Diretório Central dos Estudantes da Universidade Federal do Amapá, onde formou-se em História.
Nas eleições de 2014, foi eleito para exercer o mandato de deputado estadual na Assembleia Legislativa do Amapá com 4 105 votos, o que representa pouco mais de 1% do eleitorado, pela coligação PT, PCdoB e PSOL. Foi escolhido líder da oposição ao governo de Waldez Góes na Assembleia. Foi reeleito deputado em 2018, com mais de 5 mil votos. 
Com a eleição de Clécio Luís ao governo do Amapá, assumiu a secretária de Administração do Estado. Deixou o posto em junho de 2024 como pré-candidato a prefeitura de Macapá.

## Desempenho eleitoral
| Ano  | Eleição             | Partido | Cargo             | Votos  | %     | Resultado  | Ref    |
| ---- | ------------------- | ------- | ----------------- | ------ | ----- | ---------- | ------ |
| 2004 | Municipal de Macapá | PPS     | Vereador          | ?      | ?     | Suplente   | [ 6 ]  |
| 2012 | Municipal de Macapá | PSOL    | Vereador          | 1 102  | 0,54% | Não eleito | [ 7 ]  |
| 2014 | Estaduais do Amapá  | PSOL    | Deputado estadual | 4.105  | 1,04% | Eleito     | [ 8 ]  |
| 2018 | Estaduais do Amapá  | PSOL    | Deputado estadual | 5 031  | 1,32% | Eleito     | [ 9 ]  |
| 2020 | Municipal de Macapá | PSOL    | Prefeito          | 7 998  | 3,96% | Não eleito | [ 10 ] |
| 2022 | Estaduais do Amapá  | PSOL    | Deputado federal  | 9 240  | 2,18% | Não eleito | [ 11 ] |
| 2024 | Municipal de Macapá | PSOL    | Prefeito          | 23 491 | 9,78% | Não eleito | [ 12 ] |